# BookTok

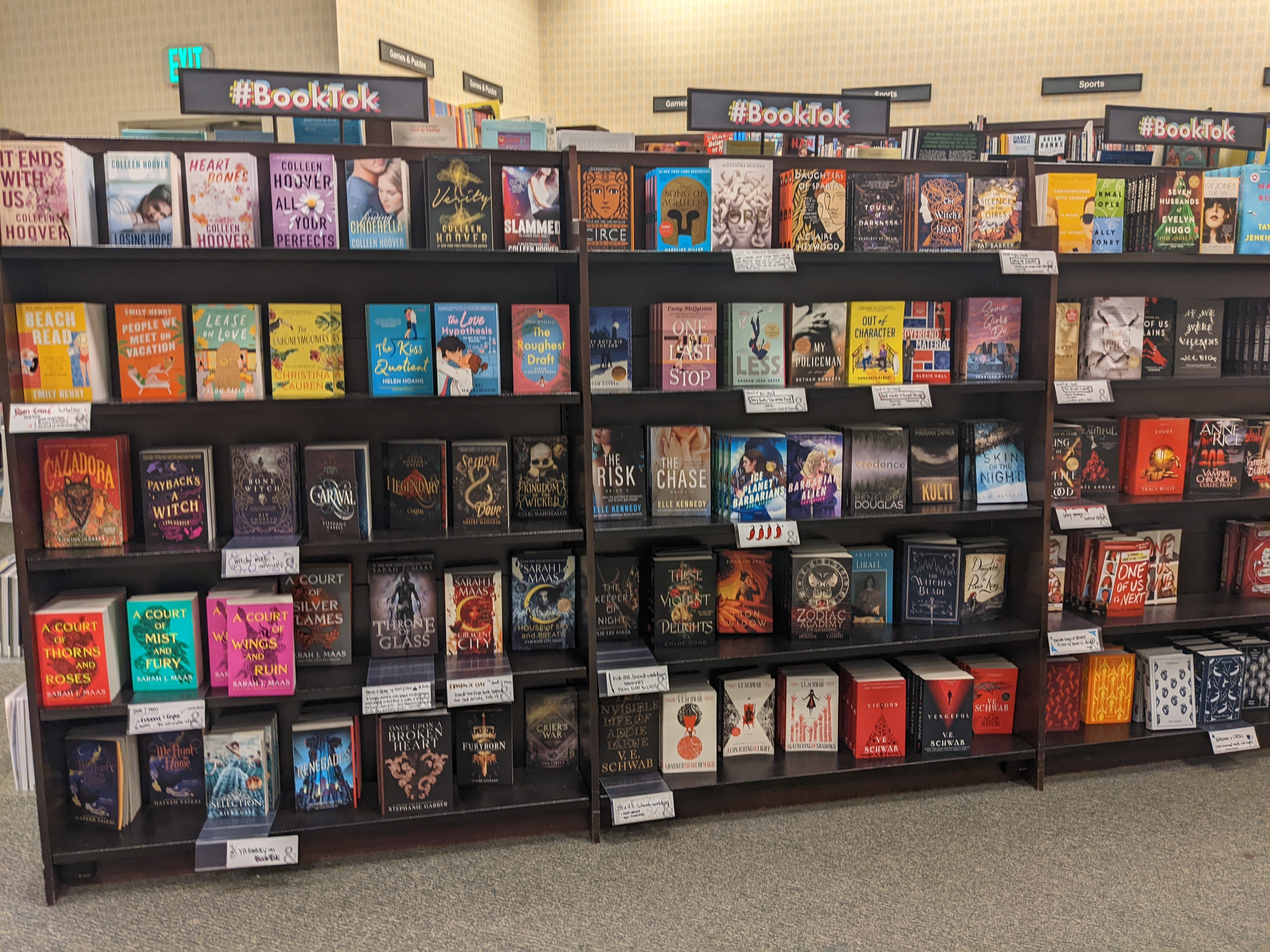
1. BookTok sectie in Barnes & Noble (USA)

BookTok, in het Nederlands ook wel BoekTok genoemd, is een fenomeen op sociale media. Deze online community voor liefhebbers van boeken is ontstaan in 2020, tijdens de coronapandemie, op de sociale media app TikTok.
De hashtag #BookTok wordt, voornamelijk door jongeren, gebruikt om recensies van boeken te delen. Dit blijkt veelal adolescentenliteratuur (in het Engels: Young Adult of YA), literatuur met een herkenbaar verhaal zoals liefde en vriendschap en literatuur met een doelpubliek tussen vijftien- en achtentwintigjarigen te zijn. TikTok is hiermee een krachtig platform voor boekpromotie en -verkoop. Een voorbeeld hiervan zijn de boeken van Adam Silvera, die enkele jaren na hun oorspronkelijke publicatie opnieuw een verkooppiek bereikten.
Een variant van BookTok op Instagram is Bookstagram.
Populaire BookTok boeken (anno 2023) zijn onder andere de boeken van Colleen Hoover, Fourth Wing van Rebecca Yarros, de Court of Thorns & Roses-serie van Sarah J. Maas en de boeken van Emily Henry.

## Populariteit op sociale media
In juni 2022 waren er al meer dan 27 miljard videos aangemaakt met de hashtag #BookTok. In augustus van dat jaar waren videos met deze hashtag al ruim 73 miljard keer bekeken, de Nederlandstalige variant ruim 88 miljoen keer. Eind 2023 stonden er meer dan 119 biljoen vertoningen op de teller, het totaal aantal views voor TikTok-videos met de hashtag #BookTok.

## Impact in België & Nederland
In België en Nederland ondervinden vooral Engelstalige boeken hier positieve gevolgen van, zo bleek er bij de Belgische boekenwinkelketen Standaard Boekhandel bij een vergelijking tussen 2021 en 2022 een stijging van vijftien procent in het aantal verkochte Engelstalige boeken te zijn. Nederlandstalige boeken kenden daarentegen geen stijging. Naast het kopen van boeken steeg het uitlenen van boeken eveneens in populariteit. De bibliotheek van Wuustwezel opende, als eerste in Vlaanderen, een afdeling die uitsluitend focust op BookTok.